# Brett Sutton
Brett Sutton (nascido em 16 de maio de 1959) é um treinador de triatlo australiano e ex-boxeador profissional, treinador de boxe, treinador de cavalos de corrida e treinador de natação, que é o treinador principal da Trisutto.com. Antes de fundar o Trisutto.com, ele foi o técnico principal da equipe de triathlon teamTBB.
Ele treinou muitos campeões mundiais e olímpicos, incluindo o detentor do recorde mundial do Ironman, Chrissie Wellington, e os campeões olímpicos Nicola Spirig e Emma Snowsill. Ele é conhecido por suas opiniões francas sobre métodos de treinamento e fortes críticas à (ITU) União Internacional de Triatlo e seus funcionários.
Em 1999, ele se confessou culpado em um tribunal australiano de cinco crimes sexuais cometidos no final dos anos 1980 contra uma nadadora adolescente que ele treinava. Depois do julgamento, no qual foi condenado a pena suspensa, ele foi proibido de trabalhar como técnico na Austrália, e o casamento de Sutton terminou em divórcio. Sutton se casou novamente e agora mora em Leysin, Suíça, onde vive com sua esposa suíça Fiona e suas duas filhas.
Ele foi descrito como "o treinador com o currículo mais formidável no triatlo",  "amplamente reconhecido como um dos melhores treinadores de triatlo",  e "amplamente considerado o melhor e mais heterodoxo treinador do esporte " 